# Vidím to růžově
Vidím to růžově je album české hudební skupiny Mandrage. Vydáno bylo 6. prosince 2019.

## Seznam skladeb
1. Vidím to růžově
2. Waterloo
3. Lavina
4. Zabrnkám
5. Dlouhej
6. Plavky za kožich
7. Svět je skvělej
8. Kristyna
9. V pokoře
10. Do vesmíru
11. Rýmuju